# 미스 스티븐스
《미스 스티븐스》(영어: Miss Stevens)는 2016년에 개봉한 줄리아 하트 감독의 미국의 드라마 영화이다. 그의 연출 데뷔작으로 하트와 조던 호로위츠가 공동으로 각본을 썼다. 이 영화에는 릴리 레이브, 티모시 샬라메, 릴리 라인하트, 앤서니 퀸틀, 오스카 누네즈와 롭 휴벨이 출연한다.
이 영화는 2016년 3월 12일 사우스 바이 사우스웨스트에서 초연 되었다. 더 오처드에 의해 2016년 9월 20일에 주문형 비디오로 출시되기 전에 2016년 9 월 16일 한정판으로 개봉되었다.

## 출연진
- 릴리 레이브 - 레이첼 스티븐스 역
- 티모시 샬라메 - 빌리 미트먼 역
- 릴리 라인하트 - 마곳 젠슨 역
- 앤서니 퀸틀 - 샘 역
- 롭 휴벨 - 월터 역
- 오스카 누네즈 - 앨버트 알바레즈 교장 역
- 그랜트 조던 - 트레버 역
- 타밀 야르덴 - 조지 역
- 파멜라 드레이크 윌슨 - 마고의 엄마 역
- 버지니아 루이즈 스미스 - 빌리의 엄마 역
- 트레이시 위그필드 - 프론트 데스크 여자 역
- 크리스틴 슬레이스먼 - 판사 역
- 템플 딘 - 판사 역
- 마이크 홀리 - AAA 남자 역
- 필립 가르시아 - 정비공 역

## 수상 목록
- 제7회 무주산골영화제 (2019년) 상영작 - 판